# StylipS
StylipS是日本经纪公司Style Cube所屬的女性声优3人組成的声優组合。所屬的唱片公司是Lantis。
该组合的概念是「一起實現夢想（夢は一緒にかなえたい）」。

## 成員

### 現任成員
能登有沙
1988年12月26日生，千葉縣出身。自我介紹是。
歌曲的編舞皆由其擔任。
豐田萌繪
1995年3月15日生，茨城縣出身。2012年第1回Style Cube聲優選拔合格。
伊藤美來
1996年10月12日生，東京都出身。2012年第1回Style Cube聲優選拔合格。

### 過往成員
石原夏織
1993年8月6日生，千葉縣出身。自我介紹是。於2013年4月24日畢業。
小倉唯
1995年8月15日生，群馬縣出身。自我介紹是。於2013年4月24日畢業。
松永真穗
1993年1月23日生，東京都出身。自我介紹是。於2016年5月20日畢業。

## 略歴
2011年
- 12月，StylipS组合的官方網站和特設網站開放，活動開始[4]。
- 12月28日，首個活動『Brand-new Style volume zero〜はじめまして!StylipSです!!〜』在池袋的サンシャインシティ噴水廣場舉行[1][5]。

2012年
- 2月8日，出道單曲「STUDY×STUDY」發售[6]。
- 5月16日，2nd單曲「MIRACLE RUSH」發售。
- 8月22日，3rd單曲「Choose me♡ダーリン」發售。

2013年
- 4月24日，出道首張精選專輯「THE LIGHTNING CELEBRATION」發售。
- 4月24日，成員小倉唯、石原夏織宣布將從StylipS畢業。
- 4月27日，Style Cube研修生豐田萌繪、伊藤美來正式加入。
- 7月24日，新生StylipS的4th單曲「Prism Sympathy」發售。

2022年
- 8月27日，在出道10周年，成員小倉唯、石原夏織、豐田萌繪、伊藤美來4人一夜限定再結成，作為神秘嘉賓參與了在琦玉超級競技場舉辦的「Animelo Summer Live 2022 -Sparkle-」第二日演出。[7]

## 唱片

### 單曲
| 枚  | 發售日        | 名稱            | 規格編號                               | 規格編號   | 最高位 |
| 枚  | 發售日        | 名稱            | 初回限定盤                             | 通常盤     | 最高位 |
| --- | ------------- | --------------- | -------------------------------------- | ---------- | ------ |
| 1st | 2012年2月8日  | STUDY×STUDY     | LACM-34905                             | LACM-4905  | 18位   |
| 2nd | 2012年5月16日 | MIRACLE RUSH    | LACM-34920                             | LACM-4920  | 13位   |
| 3rd | 2012年8月22日 |                 | LACM-34974                             | LACM-4974  | 10位   |
| 4th | 2013年7月24日 | Prism Sympathy  | LACM-34112                             | LACM-14112 | 26位   |
| 5th | 2014年2月26日 | NOVA Revolution | LACM-34195（BD附） LACM-34196（DVD附） | LACM-14196 | 77位   |
| 6th | 2014年5月21日 | 純粹雜質        | LACM-14217                             | LACM-14218 | 46位   |
| 7th | 2015年3月4日  |                 | LACM-34349                             | LACM-14349 | 37位   |
| 8th | 2015年5月27日 | Give me Secret  | LACM-34349                             | LACM-14349 | 49位   |

### 專輯
| 枚  | 發售日       | 名稱       | 規格編號   | 規格編號   | 最高位 |
| 枚  | 發售日       | 名稱       | 初回限定盤 | 通常盤     | 最高位 |
| --- | ------------ | ---------- | ---------- | ---------- | ------ |
| 1st | 2013年1月9日 | Step One!! | LACA-35267 | LACA-15267 | 13位   |

### 精選專輯
| 枚  | 發售日        | 名稱                      | 規格編號     | 規格編號     | 規格編號   | 最高位 |
| 枚  | 發售日        | 名稱                      | 初回限定盤 A | 初回限定盤 B | 通常盤     | 最高位 |
| --- | ------------- | ------------------------- | ------------ | ------------ | ---------- | ------ |
| 1st | 2013年4月24日 | THE LIGHTNING CELEBRATION | LACA-35294   | LACA-35295   | LACA-15295 | 9位    |

### 音樂合作
| 樂曲                     | 音樂合作                                               |
| ------------------------ | ------------------------------------------------------ |
| STUDY×STUDY              | 電視動畫『惡魔高校D×D』片尾曲                          |
| STUDY×STUDY              | 東京電視台『』2012年1月度片尾曲                        |
| MIRACLE RUSH             | 電視動畫『咲-Saki-阿知賀編 episode of side-A』片頭曲   |
|                          | 電視動畫『其中1個是妹妹！』片頭曲                      |
|                          | 電視動畫『其中1個是妹妹！』插曲                        |
|                          | 電視動畫『其中1個是妹妹！』插曲                        |
| TSU・BA・SA              | 電視動畫『咲-Saki-阿知賀編 episode of side-A』特別插曲 |
| Prism Sympathy           | 電視動畫『Fate/kaleid liner 魔法少女☆伊莉雅』片尾曲    |
|                          | 動畫電影『甜甜圈貓』片尾曲                             |
|                          | 電視動畫『漫畫家和助手』片頭曲                         |
|                          | 電視動畫『惡魔高校D×D BorN』片尾曲                     |
| 能登有沙（from StylipS） |                                                        |
|                          | 網頁遊戲『』片尾曲                                     |
| Blue Moon Dream          | 動畫電影『AURA ～魔龍院光牙最後的戰鬥～』印象曲        |
| 松永真穗（from StylipS） |                                                        |
| Resonant world           | PS3遊戲『妖精劍士f』片頭曲                             |

## 出演

### 電視
- 惡魔高校D×D（2012年1月 - 3月）[10]
- アニソンぷらす（2012年1月30日、東京電視台）[2]
- 咲-Saki- 阿知賀編 episode of side-A（2012年4月 - 6月）
- 其中1個是妹妹！（2012年7月 - 9月）

### WEB
- 惡魔高校D×D 連載動画企劃『StylipSスター声優への道!』（2012年1月9日[11] - 3月23日）[12]

### WEB廣播
- 惡魔高校D×D 駒王学園 裏オカルト研究部（2011年12月12日 - 2012年3月19日、HiBiKi Radio Station）[13]

### Live・活動
- Brand-new Style volume zero〜はじめまして!StylipSです!!〜（2011年12月28日、サンシャインシティ噴水廣場）[1][5]

## 備註
1. 1 2 3  . アスキー・メディアワークス. 2012-01-30  [2012-01-31]. （原始内容存档于2012-05-13）.
2. 1 2 3 4 5  . アスキー・メディアワークス. 2012-01-31  [2012-01-31]. （原始内容存档于2012-02-08）.
3. ↑  . StylipS官方網站.   [2016-05-23]. （原始内容存档于2016-11-11） （日语）.
4. ↑  . 株式会社にゅーあきば. 2011-12-01  [2012-01-31]. （原始内容存档于2012-01-06）.
5. 1 2  . アニカンレポート. アニカンジェイピー.   [2012-01-21]. （原始内容存档于2012-01-22）.
6. ↑  official site of StylipS  请检查|url=值 (帮助). StylipS公式サイト.   [2012-01-31]. （原始内容存档于2012-02-08）.
7. ↑  Animelo Summer Live 2022 Official Website. . 2022-08-26  [2022-08-26]. （原始内容存档于2023-02-06） （日语）.
8. ↑  . 株式会社にゅーあきば. 2012-01-26  [2012-01-31]. （原始内容存档于2012-05-06）.
9. ↑  . アニカンニュース. アニカンジェイピー. 2012-01-30  [2012-01-31].[永久]
10. ↑  . 株式会社にゅーあきば. 2011-11-28  [2012-01-31]. （原始内容存档于2012-03-14）.
11. ↑  YouTube上的ハイスクールD×D 連載動画企画『StylipSスター声優への道！』第1話.2012年1月31日閲覧。
12. ↑  . 株式会社にゅーあきば. 2011-12-28  [2012-01-31]. （原始内容存档于2012-01-06）.
13. ↑  . HiBiKi Radio Station. 響.   [2012-01-31]. （原始内容存档于2012-02-09）.

## 相關項目
- 唯夏織（小倉・石原的組合）
- Pyxis（伊藤・豐田的組合）

## 外部連結
- 官方網站（页面存档备份，存于）
- StylipS（Lantis web site）（页面存档备份，存于）